# به میل خودشان
به میل خودشان (به انگلیسی: Their Own Desire) فیلمی در ژانر رمانتیک و درام به کارگردانی ای میسون هاپر است که در سال ۱۹۲۹ منتشر شد. از بازیگران آن می‌توان به نورما شیرر، بل بنت، لوئیس استون، رابرت مونتگومری، و سیسیل کانینگهام اشاره کرد. این فیلم اقتباس شده از رمانی است که آن را ساریتا فولر نوشته و عهده‌دار اقتباس این کار، جیمز فروبر و فرانسیس ماریون بوده‌اند.
نورما شیرر به خاطر ایفای نقش در این فیلم و زن مطلقه نامزد دریافت جایزه اسکار بهترین بازیگر نقش اول زن شد و به خاطر فیلم زن مطلقه این جایزه را برد.

## داستان
زنی جوان ازینکه پدرش می‌خواهد مادرش را طلاق بدهد و با زنی دیگر ازدواج کند، بسیار پریشان است. زمانی احساساتش تغییر می‌کنند که عاشق مردی می‌شود که پسر عشق جدید پدرش است.